# This Orient
"This Orient" Contemporary Middle Eastern and North African culture ist ein unabhängiges, englischsprachiges Print- und Onlinemagazin mit den Schwerpunkten Architektur, Design, Fotografie und Kunst. Sitz des Magazins ist München, Deutschland.

## Geschichte und Inhalt
Gegründet wurde das Magazin von Marouane Ben Belfort und Yasmin Rahmanzadeh. Seit 2017 (mit Erscheinen der zweiten Ausgabe) wird es von Belfort alleine geführt und seit Juli 2019 von Dhabi Studio (ebenfalls von Belfort gegründet) verlegt.
Im November 2016 wurde die erste Ausgabe unter dem Titel "Comfort Zone" veröffentlicht (25. Nov. 2016, München).
Das zweite Heft erschien im November 2017 und gliedert sich in folgende vier Kategorien: Studio Visit (Studio Besuche), Architecture (Architektur), Residents (Bewohner) und Art (Kunst). Hierauf basiert auch der Untertitel architecture, its residents, their art (Deutsch: Architektur, ihre Bewohner, ihre Kunst).
In der dritten Print-Ausgabe unter dem Titel "The Greater Middle East", fokussiert sich der Themenbereich des Magazins regional auf den Mittleren Osten und Nordafrika. vergangene und zeitgenössische Kunst und Kultur in Zusammenhang mit Architektur und Design sind hier Schwerpunkte.
Das Print-Magazin erscheint einmal jährlich.

## Eckdaten
|                   | This Orient                        |
| ----------------- | ---------------------------------- |
| Region            | Mittlerer Osten, Nord Afrika       |
| Fachgebiet        | Architektur, Design, Kunst, Kultur |
| Sprache           | Englisch                           |
| Hrsg.             | Dhabi Studio                       |
| Hauptsitz         | München, Deutschland               |
| Erstausgabe       | 25. November 2016                  |
| Erscheinungsweise | jährlich                           |
| Auflage           | 4.000                              |
| Weblink           | https://www.thisorient.com         |
| ISSN              | 2510-3075                          |